# タトゥーストッキング
タトゥーストッキング (tattoo stockings)、ないし、タトゥータイツ (tattoo tights) は、「タトゥー (tattoo)」と称される洋風の入れ墨でよく用いられるような図柄をはじめ、様々な柄が付けられていて「タトゥーのように見える」ストッキングやタイツの類である。ワンポイントの図柄が入ったものもあれば、図柄が両足全体に及ぶものもあり、柄として、文字や線などが配されたものもある。
日本では、2011年に開店した東京・原宿のレッグウェアを扱う店「アバンギャルド (AVANTGARDE)」が、最初に制作、販売し流行したのをきっかけに大手下着メーカー、アパレルブランドが、真似をしはじめる。2012年に入って売上が急増し、2012年春から2013年にかけて流行した。
大韓民国では、2013年1月には、K-POPの女性アイドルの間でタトゥーストッキングが流行していると報じられた。着用の先駆は、Wonder Girlsであったされている。
タトゥーストッキング/タトゥータイツの中には、アニメのイラストや擬音の文字などを図柄とし、「痛車」になぞらえて「痛（いた）タイツ」と称されるものもある。
また、既成のストッキング類に柄を手描きする「手作り派」もいる。
ミーシャ・ジャネットは渋谷との対比の中で、原宿ファッションの特徴のひとつとしてタトゥーストッキング/タトゥータイツに言及している。